# Wuqiao
För andra betydelser, se Wuqiao (olika betydelser).
Wuqiao, även romaniserat Wukiao, är ett härad som lyder under Cangzhou i Hebei-provinsen i norra Kina.